# Марко Ивошевић
Марко Ивошевић (рођен 1986) је инжењер пејзажне архитектуре, оснивач Удружења „Пагус” и директор Дома културе „29. новембар” Старчево.

## Биографија
Рођен је 1986. године у Панчеву. Завршио је Основну школу „Вук Стефановић Караџић” Старчево и Машинску школу „Панчево”, смер компјутерско конструисање. Дипломирао је пејзажну архитектуру и хортикултуру на Шумарском факултету Универзитета у Београду, са оценом десет. Постдипломске студије је завршио радом „Пејзажна архитектура (планирање предела и пројектовање)”. Мастер рад одбранио је темом „Развој културних стаза на територији јужног дела града Панчева”, који је остварио запажен утицај у струци. Радио је као сарадник у настави – демонстратор на предмету „Предеона екологија” 2008—2010, сарадник у настави – демонстратор на предмету „Планирање и уређивање предела” 2010—2012. и сарадник у настави – демонстратор на предмету „Пејзажно архитектонско пројектовање 2” у оквиру пројекта „Уређење Великог ратног острва” 2011. године, на Катедри за планирање и пројектовање Шумарског факултета Универзитета у Београду.
Радио је на развоју културног туризма у оквиру Туристичке организације Панчево, као начелник Савеза извиђача Србије пуних шест година и као потпредседник Подмладка удружења пејзажних архитеката (ПУПА). Данас ради као директор Дома културе „29. новембар” Старчево.
Оснивач је Удружења „Пагус” 2015. године са којим је развио прву линијску културну стазу у Србији „Културна стаза Банатске војне границе” која повезује предеоно и културно наслеђе. Један је од аутора сталне поставке „Старчево кроз векове” старчевачког музеја. Аутор је и коатор бројних пројеката у струци као и уметничких инсталација. Више од деценију прикупља грађу о културном наслеђу Старчева и околине.
Од двадесетак израђених пројеката и студија, већина је награђена и излагана на салонима пејзажне архитектуре. Од 2002. године је члан Одреда извиђача „Надел”, за чији допринос у раду је добио награду нај–волонтера за 2014. од регионалног волонтерског центра. Добитник је захвалница за промоцију и едукацију из области пејзажне архитектуре и хортикултуре на Међународном сајму хортикултуре 2007. и 2008, „Награде за најбоље Панчевачке студенте” Градске управе Града Панчево 2008. и признања за победничко решење на интерном конкурсу за уређење окућнице Шумарског факултета Катредре за планирање и пројектовање 2009. године.

## Пројекти
Израђени пројекти и радови Ивошевића у струци:

### 2011.
- Улица Миријевски венац бр. 14, Општина Звездара, Београд. Главни пројекат уређења урбаног џепа. Члан пројектантског тима – Аутор пројектног решења.
- Улица Вјекослава Ковача бр. 8, Општина звездара, Београд. Главни пројекат уређења урбаног џепа. Члан пројектанстког тима – Коаутор пројектног решења.
- Секретаријат за заштиту животне средине града Београда. Студија „Зелени ковови Београда” – Потенцијали београда за формирање зелених кровова. Члан ауторског истраживачког тима.
- Кров јавне гараже у ул. Вјекослава Ковача бр. 14, Општина Звездара, Београд. Идејно решење кровног врта. Коаутор решења.
- Српска православна црквена општина Старчево, Црква Св. Пантелејмона у Старчеву. Идејно решење паркинга, дрвореда и прилаза испред Црква Св. Пантелејмона. Коаутор пројектног решења.
- Српска православна црквена општина Старчево, Црква Св. Пантелејмона у Старчеву. Сарадник на Главном пројекту уређења порте и ограде – Коаутор пројектног решења.
- У оквиру пројекта „Razvoj brownfield lokacija Crne Gore na primeru Cetinja”. Цетиње. Студија анализе и предлога плана развоја браунфилда, бивше фабрике обуће „Кошута”. Члан ауторског тима. Студија у целости публикована: Наслов „Brownfield lokacije Cetinje / Razvoj”, ISBN: 978-86-86625-07-6, COBISS.CG-ID 18311184. Идавач: Универзитет Црне Горе, Архитектонски факултет у Подгорици.

### 2010.
- Основна школа „Вук Стефановић Караџић”, Старчево. Идејнo решење летње учионице и план санације зеленила. Члан пројектантског тима – Коаутор пројектног решења.

### 2008.
- Шумарски факултет Београд. Одсек за пејзажну архитектуру и хортикултуру. Идејни пројекат уређења главног прилаза Шумарског Факултета. Коаутор пројектног решења.

## Радови
Инсталације, изложбе и предавања Ивошевића:

### 2011.
- Галерија САНУ, Ђуре Јакшића 2, Београд. Држао презентацију студије „Зелени ковови Београда” – Потенцијали београда за формирање зелених кровова.
- Галерија САНУ, Ђуре Јакшића 2, Београд. IV Међународни салон пејзажне арјитектуре. У оквиру салона излагао два рада.
- Галерија О3оне, Андрићев венац 12, Београд. Изложба: „Зелена т(е)раса”, у организацији ПУПА и УПА. Учествовао у организацији изложбе и излагао један рад.
- Шумарски факултет Београд. Студентска радионица о кровним вртовима – „Зелена т(е)раса” у организацији ПУПА. Учесник и подорганизатор радионице.
- Шумарски факултет Београд. Учествовао у осмишљавању и извођењу инсталације „Шијемо џепове – прекрајамо град” у главном холу факултета.
- Миксер фестивал, Житомлин, Београд. Испред шумарског факултета, Одсека за пејзажну архитектуру и хортикултуру. Учествовао у организацији, идеји и реализацији инсталације  „Шијемо џепове – прекрајамо град”.

### 2010.
- Београдски фестивал цвећа, Београд, плато испред Филозофског факултета. Учествовао у идеји и реализацији инсталације „Свет је наша кућа”.
- Студентски културни центар – СКЦ, Београд. У оквиру светског месеца пејзажне архитектуре, у организацији УПА и ПУПА. Учествовао у организацији манифестације, идеји и реализацији инсталације „Мисли глобално – делуј пејзажно”.
- Шумарски факултет, Кнеза вишеслава 1, Београд. У оквиру обележавања дана факултета, 49 година од постојања Одсека за пејзажну архитектуру и 89 година Шумарског факултета. Организовао, учествовао у идеји и реализацији инсталације „У сусрет јубилеју”.

### 2009.
- Велико ратно острво, Београд. Трећи еколошки академски камп „Сачувајмо Дунав – камп 2009”. Организатор и учесник радионице под називом „Living machines” (Живе машине – систем пречишћавања отпадних вода помоћу живих организама).
- Мекензијева улица, Београд. Београдска интернационална недеља архитектуре (БИNА09). Излагао три рада и инсталацију „Пејзажоскоп”, на тему „Пејзажна рахитектура и град”.
- Креативни културни клуб, Дом културе Старчево. Држао предавање на тему „Пејзажна арахитектура”.